# 3548 Eurybates
3548 Eurybates là một tiểu hành tinh Trojan Sao Mộc có quỹ đạo L4 Điểm Lagrange thuộc hệ Mặt trời-Sao Mộc, ở "Trại Hy Lạp". Nó được đặt theo tên anh hùng Eurybates Hy Lạp cổ đại. Nó được phát hiện bởi Cornelis Johannes van Houten, Ingrid van Houten-Groeneveld và Tom Gehrels ngày 19 tháng 9 năm 1973 ở Palomar, California ở Đài thiên văn Palomar.